# Santiago Maravatío
Santiago Maravatío là một đô thị thuộc bang Guanajuato, México. Năm 2005, dân số của đô thị này là 6389 người.